# LAME

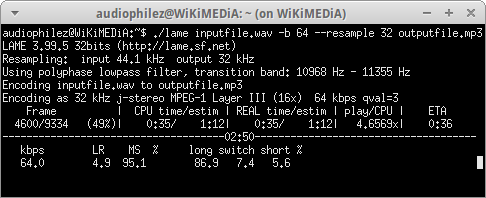
LAME v3.99.5 i Linuxmiljö.

LAME är en fri MP3-kodare som är en av de mest populära. Den har till och med kommit att konkurrera ut den traditionella kodaren från Fraunhofer. Lame är en rekursiv akronym bildad av LAME Ain't an MP3 Encoder. Lame är släppt under LGPL.